# 윤상기 (1968년)

## 생애
윤상기는 1968년 11월 25일 강원도 양구군에서 태어나 양구고등학교를 졸업하고, 강원대학교 화학공학과에서 학사 학위를 취득하였다. 이후 아주대학교 공공정책대학원에서 행정학 석사 과정을 마쳤다.
1997년 제9기 소방간부후보생으로 선발되어 강원도 소방위로 임용되었으며, 춘천소방서, 강원도 소방본부 소방행정과, 119종합상황실, 방호구조과 등에서 근무하였다. 강원도 소방교육훈련센터장을 거쳐 제6대 철원소방서장과 제6대 강원도소방학교장을 역임하였고, 이후 청와대 국가안보실 위기관리센터에 행정관으로 파견되었다.
중앙행정으로는 소방청 운영지원과장과 기획재정담당관을 지냈으며, 2021년 7월 제15대 강원도 소방본부장에 임명되었다. 이후 국방대학교에 교육파견되었고, 2024년 1월 소방청 장비기술국장으로 보직되었다.

### 강원특별자치도 소방본부장
2021년 7월부터 2023년 1월까지 제15대 강원도 소방본부장을 역임하였다. 재임 기간 동안 강원도의 산악·해안 지형 및 계절적 재난 특성을 고려한 지역 맞춤형 대응체계를 구축하고, 동해안 산불, 폭설, 수난사고 등 복합재난에 대비한 광역자원 연계 및 기동력 강화에 주력하였다. 소방헬기, 드론 등 항공·ICT 기반 장비의 운영 체계를 정비하였으며, 현장대원의 안전 확보를 위한 지휘체계 개선 및 훈련 강화도 병행하였다. 또한 지역 밀착형 안전교육과 홍보 활동을 확대하고, 소방 조직의 전문성과 내부 사기 진작을 위한 인사·복지 제도 개선에도 일정 부분 노력을 기울였다.

## 이력
- 1997년 2월 27일: 제9기 소방간부후보생으로 강원도 소방위 임용
- 1997년 ~ 2000년대 초반: 춘천소방서, 강원도 소방본부 소방행정과 근무
- 2000년대 중후반: 강원도 소방교육훈련센터장
- 2011년경: 강원도 소방본부 119종합상황실장
- 2012년경: 강원도 소방본부 방호구조과장
- 2013년: 제6대 철원소방서장
- 2015년경: 제6대 강원도소방학교장
- 2017년경: 청와대 국가안보실 위기관리센터 파견, 행정관 역임
- 2018년경: 행정안전부 장관실 소방정책보좌관
- 2019년: 소방청 운영지원과장
- 2020년: 소방청 기획재정담당관
- 2021년 7월 ~ 2023년 1월: 제15대 강원도 소방본부장
- 2023년: 국방대학교 교육파견
- 2024년 1월 8일 ~ 현재: 소방청 장비기술국장